# Bell & Howell

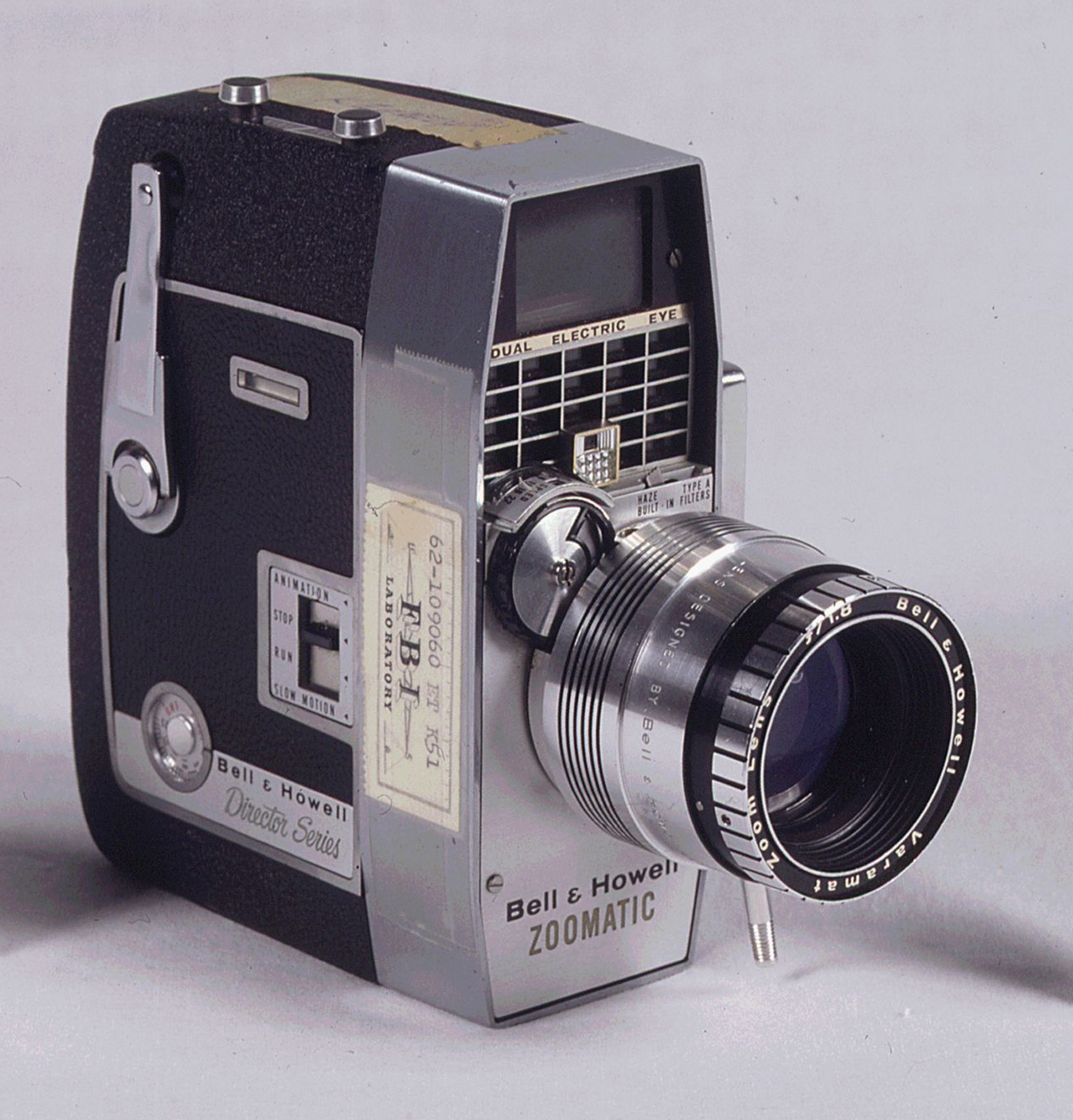
8mm kamera typu 414 PD Zoomatic Director, kterou byl natočen atentát na prezidenta USA

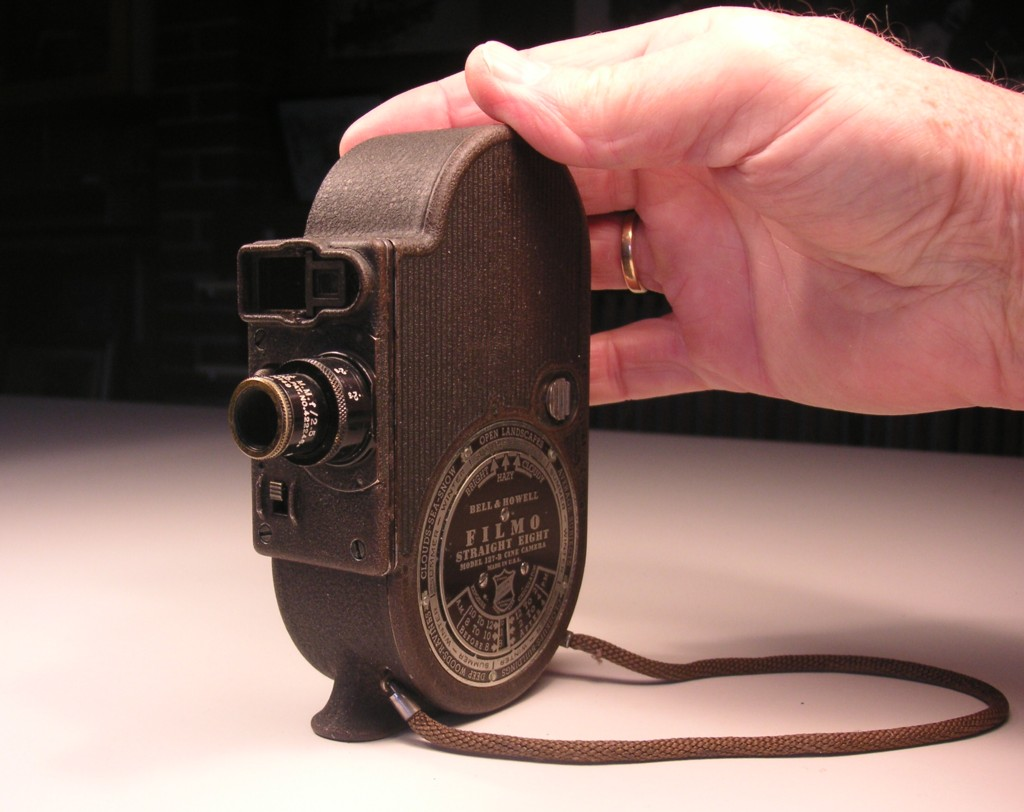
8mm kamera pro amatéry Filmo 2

Bell & Howell je americká společnost, známá především jako bývalý výrobce filmových kamer a filmových projektorů. Filmovou kamerou tohoto výrobce Abraham Zapruder natočil atentát na Johna Fitzgeralda Kennedyho. Jiným typem kamery tohoto výrobce bylo natočeno UFO u Tremontonu.

## Historie
Akciovou společnost Bell & Howell založili dne 17. února 1907 v Chicagu Albert Summers Howell, Donald Joseph Bell a jeho žena. První setkání akcionářů se konalo 19. února a prvním předsedou správní rady byl zvolen Donald Joseph Bell. Díky inovativním a spolehlivým výrobkům si brzy získala dobrou pověst v tehdy začínajícím filmovém průmyslu. Téměř 100 let fungovala společnost pod hlavičkou Bell & Howell, ale v roce 2003 se spojila s další společností, čímž vznikla společnost Bowe Bell & Howell, která se však výrobou filmových kamer a projektorů nezabývá.

## Výrobky
Jedním z prvních výrobků byla profesionální celokovová filmová kamera Standard Cinematograph Type 2709 pro 35mm film. Tyto kamery se používaly pro natáčení filmů v Hollywoodu. Byly tak drahé, že je měli v soukromém vlastnictví pouze čtyři lidé, z nichž jeden byl Charlie Chaplin. Později přišla společnost s výrobky pro 16mm film, jako jsou amatérské filmové kamery Filmo (1923), Eyemo (1925) a s řadou produktů na 8mm film.
Pro vojenské účely společnost vyráběla 16mm kameru typu N-6A. V roce 1934 společnost představila první lehkou amatérskou 8mm kameru, do níž se vkládala uzavřená kazeta s filmem. Nebylo tedy už nutno zakládat film do kamery za tmy. Roku 1946 společnost uvedla na trh produkty pro mikrofilm. Od roku 1950 společnost vyráběla projektory pro ozvučený film a diaprojektory pro amatéry. Vyráběla též tiskárny s rozhraním pro počítače Apple.